# Kabatina
Kabatina R. Schneid. & Arx – rodzaj grzybów z klasy Dothideomycetes.

## Systematyka i nazewnictwo
Pozycja w klasyfikacji według Index Fungorum: Dothioraceae, Dothideales, Dothideomycetidae, Dothideomycetes, Pezizomycotina, Ascomycota, Fungi.
Takson utworzyli w 1966 r. Roswitha Schneider i Josef Adolph von Arx.

## Gatunki
- Kabatina abietis Butin & Pehl 1993
- Kabatina juniperi R. Schneid. & Arx 1966
- Kabatina populi Butin & R. Schneid. 1976
- Kabatina thujae R. Schneid. & Arx 1966[2].